# Uksuum Cauyai: Drums of Winter
Uksuum Cauyai: Drums of Winter (ook bekend als Drums in Winter) is een Amerikaanse documentaire uit 1988 geregisseerd door Sarah Elder en Leonard Kamerling.
De film laat de cultuur zien van de Joepiken, een Eskimovolk uit het westen van Alaska. De film laat voornamelijk de muziek en dans van dit volk zien. De Joepiken waren van begin tot einde sterk betrokken bij het produceren en monteren van de film en deden dan ook uiteindelijk de verbale uitleg van de film. De film werd in 2006 opgenomen in het National Film Registry.